# Легенда о самбо
«Легенда о самбо» — российский полнометражный художественный фильм 2023 года, поставленный режиссёром Андреем Богатырёвым. Биографическая спортивная драма рассказывающая историю зарождения советского боевого искусства самбо.
Премьера картины состоялась 18 апреля 2023 года в Москве в кинотеатре «Октябрь».

## Сюжет
События происходят в 1936 году на Московской Спартакиаде, где была объявлена сильнейшая команда борцов. Два мастера боевых искусств столкнулись в решающем поединке. Один из них — Василий Ощепков, который с ранних лет занимался боевыми искусствами и изучал дзюдо у лучших тренеров Японии. Другой — ветеран Русско-японской войны Виктор Спиридонов (Дмитрий Павленко), разработавший несколько приемов самообороны. Оба спортсмена являются ключевыми создателями национальной борьбы под названием самбо . Молодой и перспективный борец Анатолий Харлампиев — ученик Ощепкова. Ощепкова арестовывают и казнят как предполагаемого японского шпиона. В конце показано, что Харлампиев продолжает наследие движения самбо.

## В ролях
- Вольфганг Черни в роли Василия Ощепкова
- Дмитрий Павленко в роли Виктора Спиридонова
- Антон Вохмин в роли Анатолия Харлампиева
- Алексей Шевченков как сотрудник ВЧК / НКВД
- Ольга Сташкевич в роли Клавдии
- Павел Абраменков в роли Ромы
- Вячеслав Шихалеев — ассистент
- Денис Кузнецов в роли Сени
- Александр Давыдов в роли Марата

## Отзывы, оценки и рейтинги
Фильм получил одобрение и высокие оценки от подавляющего большинства российских критиков и изданий о кино: соотношение положительных рецензий к отрицательным 7 к 1.
Алексей Комаров в положительной рецензии для KinoReporter написал — "По сути, Богатырёв снова снял своего рода фильм-комикс (предыдущий — "Красный призрак «), только теперь он вдохновлялся традициями конструктивизма, авангарда и стилистикой советских плакатов 1930-х годов»
Фильм открытия международного фестиваля «Восток-Запад. Классика и Авангард» г. Оренбург

## Награды
- Приз «За лучшую режиссуру» фестиваля Спортивного кино. г. Москва.

- Приз президента фестиваля «Будем жить» г. Москва

- Приз РВИО (Российского военно-исторического общества) фестиваля «Кино вече». г. Тверь